# Desna, Kozeleț
Desna (în ucraineană Десна) este o așezare de tip urban din raionul Kozeleț, regiunea Cernihiv, Ucraina. În afara localității principale, nu cuprinde și alte sate.

## Demografie
Componența lingvistică a așezării de tip urban Desna
     Ucraineană (83,38%)
     Rusă (15,43%)
     Alte limbi (0,25%)
Conform recensământului din 2001, majoritatea populației așezării de tip urban Desna era vorbitoare de ucraineană (83,38%), existând în minoritate și vorbitori de rusă (15,43%).